# Cerro de Barreras
Cerro de Barreras är en ort i Mexiko.   Den ligger i kommunen Atzalan och delstaten Veracruz, i den sydöstra delen av landet, 210 km öster om huvudstaden Mexico City. Cerro de Barreras ligger 974 meter över havet och antalet invånare är 201.
Terrängen runt Cerro de Barreras är huvudsakligen kuperad, men söderut är den bergig. Runt Cerro de Barreras är det ganska tätbefolkat, med 93 invånare per kvadratkilometer. Närmaste större samhälle är Teziutlan, 19,2 km väster om Cerro de Barreras. I omgivningarna runt Cerro de Barreras växer i huvudsak städsegrön lövskog.